# Charltona cervinellus
Charltona cervinellus là một loài bướm đêm trong họ Crambidae.